# Pachama
Pachama es una localidad ubicada en la comuna de Putre, Provincia de Parinacota, que forma parte de la Región de Arica y Parinacota, al norte de Chile.  
Es una localidad de pastores rodeada de campos ubicada en la quebrada de San Andrés (denominada así por el patrono del pueblo), con grandes eucaliptus. Las casas son alineadas y cerradas con candado, donde destaca la imponente iglesia del siglo XVII edificada en adobe. Esta posee un amplio patio exterior cercado por un bonito muro coronado de adobes en diagonal y dos accesos cubiertos por arco y encima con paja brava; el campanario al exterior del patio está terminado en cúpula. Los muros interiores de la iglesia están recubiertos con frescos policromados, como también bajo el alero del portal.

## Toponimia
Según Mamani, la etimología del topónimo Pachama es de origen aimara. Provendría del topónimo homónimo pachama , que significa "tierra fértil"

## Demografía
| Coordenadas                                  | Localidad | Categoría | Población (censo 2002) | Población masculina | Población femenina | Viviendas (censo 2002) |
| -------------------------------------------- | --------- | --------- | ---------------------- | ------------------- | ------------------ | ---------------------- |
| 18°25′46″S 69°31′44″O / -18.42944, -69.52889 | Pachama   | Caserío   | 3                      | 2                   | 1                  | 12                     |

## Cultura
La actividad más destacada es:
- 29 de noviembre: fiesta de San Andrés.